# Warao (Sprache)

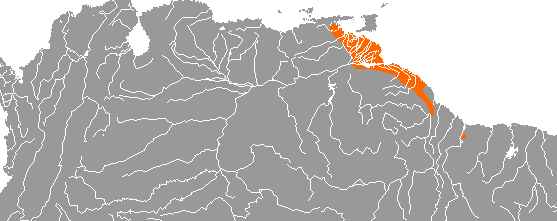
Ungefähres Verbreitungsgebiet der Warao-Sprache

Das Warao ist eine indigene Sprache Südamerikas, die im Orinoko-Delta und den angrenzenden Gebieten Nordost-Venezuelas und Guyanas von den Warao gesprochen wird. Die Sprecher des Warao sind die Ureinwohner des Deltas und besiedeln die Gegend seit mindestens 9.000 Jahren.

## Sprachgebiet und Sprecher
Schätzungen zufolge leben heute etwa 30.000 Warao, wobei die Tendenz steigend ist. Die Warao sind die zweitgrößte indianische Gruppe Venezuelas, einem Land, in dem etwa 1,5 % Indianer leben. Die Sprache hat daher den Status einer Minderheitensprache.
Laut der letzten zuverlässigen Volkszählung sprechen 90 % der venezolanischen Warao die Waraosprache und 48 % von ihnen sind zweisprachig in Warao und Spanisch. Im zentralen Delta, der Region, in denen Kapuzinermissionare seit den 1930er Jahren Internate unterhalten, ist der Anteil an Warao, die ihre Sprache nicht mehr im täglichen Umgang untereinander verwenden, höher als im westlichen Delta. Vor allem Sprecher, die in die Elendsviertel der Bezirkshauptstädte Tucupita und Barrancas ausgewandert sind, geben die Sprache zunehmend auf, da sie sich vom Gebrauch des Spanischen vor allem für ihre Kinder soziale Vorteile versprechen.
Die etwa 1.000 Warao in Guyana leben alle in engem Kontakt mit Nichtindianern und sprechen alle Englisch. Viele von ihnen sind zweisprachig in Warao und Englisch, nicht wenige sogar dreisprachig in Warao, Englisch und Spanisch. Auch hier wird allerdings von der Tendenz berichtet, das Warao aufzugeben.

## Die Waraosprache als Sprache einer mündlichen Kultur
Das Warao ist wie alle amerindischen Sprachen die Sprache einer mündlichen Kultur. Dies bedeutet, dass die Warao keine Schriftkultur hervorgebracht haben, auch wenn mündliche Texte der Warao von Missionaren und Ethnologen transkribiert und in gedruckter Form veröffentlicht wurden. In den mündlichen Kulturen Südamerikas besteht ein enger Zusammenhang zwischen Erzählkunst und darstellender Kunst und sie verfügen über eine sehr reichhaltige mündliche Literatur.
Diese beinhaltet bei den Warao unter anderem verschiedene Sprachstile und Genres. Ein Hauptunterschied von Waraoerzählungen ist etwa der Unterschied zwischen denobo (deje nobo „alten Geschichten“), den Erzählungen aus mythologischer Zeit und den deje jiro („neuen Geschichten“) oder deje kwamotane abane („Geschichten von oben“). Letztere beinhalten Alltagserzählungen, Klatschgeschichten und lustige Geschichten, die in etwa unserem Genre des Witzes entsprechen.
Weiter kennt das Warao auch eine rituelle Geheimsprache, die während wichtiger religiöser Rituale oder in den Heil- und Schadensgesängen der Schamanen Anwendung findet. Auch der Klagegesang, welcher weitgehend von Frauen der Verwandtschaftsgruppe des Toten gesungen wird, ist eine eigene Sprachform, die von Außenstehenden kaum verstanden wird.

## Sozialer und politischer Status der Waraosprache
Zurzeit lebt der Großteil der Sprecher des Warao in reinen Warao-Dörfern, in denen die Sprache oft einziges Kommunikationsmittel der Warao untereinander ist. Doch außerhalb der Dörfer, in den Bezirksstädten und der Verwaltung und selbst in der Schulbildung in Warao-Gebieten hat die Waraosprache sich bis heute im Grunde keinen Platz erobern können.
Für Guyana gab es bisher noch keine Projekte zweisprachigen Unterrichts (Forte 2000). In Venezuela wurde hierfür zwar Anfang der 1980er Jahre die gesetzliche Grundlage geschaffen, doch konnte sich das sogenannte „REIB“ (Régimen de Educación Intercultural Bilingüe) aufgrund mangelnder politischer Unterstützung bisher noch nicht durchsetzen. Die Regierung von Hugo Chávez Frías startete ein weitangelegtes Alphabetisierungsprogramm, das bis in die Warao-Dörfer vordringt, doch ist auch dieses in spanischer Sprache. Immerhin hat er im Zuge der Konstituierung einer neuen venezolanischen Identität, die amerindischen Kulturen des Landes aufgewertet, ihre Sprachen zu offiziellen Landessprachen erklärt und die Verfassung in sie übersetzen lassen.
Insgesamt ist das Warao aber, wie fast alle amerindischen Sprachen, einem starken Assimilationsdruck seitens der Nationalgesellschaft ausgesetzt, und seine Zukunft ist daher schwer abzusehen.

## Regionale Varianten der Waraosprache
So wie es „die Warao“ nicht als homogene kulturelle Gruppe gibt, so kann man auch nicht von einer einheitlichen Waraosprache sprechen. Mündliche Sprachen kennen keine schriftliche Normierung durch verbindliche Grammatiken oder Wörterbücher, auch wenn sich solche Werke als Beschreibung bestimmter Varianten existieren. Hier wurde vor allem das Warao berücksichtigt, welches im zentralen Delta gesprochen wird. Manche wissenschaftlichen Autoren leugnen schlichtweg die Existenz von regionalen Varianten, andere sprechen von vernachlässigbaren Unterschieden. Eine zuverlässige Untersuchung hierzu gibt es nicht. Die meisten Forscher gehen aber von mindestens 4 unterschiedlichen Hauptgruppen der Warao-Kultur und Sprache aus. Die Warao selbst gehen so weit zu behaupten, sie könnten Sprecher bestimmter anderer Warao-Gruppen nicht verstehen.

## Sprachaufbau

### Typologie des Warao
Es ist heute nicht mehr möglich, die Zugehörigkeit des Warao zu einer größeren Sprachfamilie nachzuweisen. Man spricht daher von einer „isolierten“ Sprache (Weisshar 1982), die mit keiner anderen lebenden oder dokumentierten Sprache verwandt ist. Allerdings weist das Warao bestimmten strukturelle Gemeinsamkeiten mit anderen amerindischen Sprachen auf, ähnlich dem Sprachbund-Phänomen, wie es für die Balkansprachen beschrieben wurde.
Nach einem gängigen Klassifikationsschema der Linguistik bezeichnet man das Warao als „agglutinierende Sprache“. Sprachen dieses Typs gibt es auf der ganzen Welt, ein Beispiel wäre das Türkische. Bei agglutinierenden Sprachen lassen sich Wörter im Idealfall in einzelne Wortteile aufspalten, die wie die Waggons eines Zuges aneinander hängen und jeweils eine lexikalisch oder grammatikalische Bedeutung transportieren. Die meisten Affixe des Warao sind Suffixe, sie stehen also nach dem Wortstamm, aber es gibt auch einige Präfixe.

### Wortarten
Anders als man es vom Deutschen her gewohnt ist, ist es schwierig, die Kategorien der Adjektive und Nomen sowie Verben klar voneinander zu unterscheiden, obwohl die meisten Grammatikschreiber dies tun, indem sie das lateinische Grammatikmodell auf das Warao anwenden (Missionarslinguistik). So gibt es etwa so genannte Nomen-Verben „noun-verbs“, Stämme, die als Nomen oder Verben funktionieren, je nachdem, ob sie mit einem Verbalsuffix oder mit einem Nominalsuffix stehen.

### Zeiten, Aspekte und Modalitäten
Das Warao zeichnet sich durch eine große Vielfalt an verschiedenen Zeiten, Aspekten und Modalitäten aus, die meist durch Suffixe am Verb ausgedrückt werden. Auch die Funktion, die in unserer Sprache Konjunktionen übernehmen, wird von Hilfsverben mit solchen Endungen erfüllt. So heißt etwa „als“ wörtlich „so-seiend“ (takore) auf Warao.

### Weitere Suffixe
Neben Affixen, die einzelne Wörter verändern, gibt es im Warao auch solche, die einen ganzen Satz betreffen. So zum Beispiel das Suffix -yama, welches unseren Anführungsstrichen bei wörtlicher Rede entspricht und kennzeichnet, dass der Sprecher den Tatbestand nur vom Hörensagen kennt.

### Person, Numerus und Pluralität der Handlung
Im Warao muss die Person des Handelnden oder das Objekt der Handlung nicht am Verb ausgedrückt werden. Obwohl es unabhängige Personalpronomen gibt und auch einige klitische, angehängte Formen, sind diese nicht obligatorisch. Dafür kann man das Verb aber dahingehend kennzeichnen, ob eine Handlung einmal oder öfter ausgeführt wird/wurde. Der Pluralaspekt zeigt dabei an, dass die Handlung entweder von einer Person mehrmals oder von mehreren Personen einmal ausgeführt wurde.
Auch bei Nomen muss der Plural nicht zwingend gekennzeichnet werden. Das Suffix -tuma, welches in vielen Arbeiten zum Warao als Plural gehandelt wird, ist tatsächlich ein sogenannter „generischer Plural“ und bezeichnet „X und die dazugehörigen Dinge/Menschen“. Also etwa „Waraotuma“: die Warao und die Ihren.

### Besitzanzeige und Artikel
Die Konstruktion, die im Warao den Besitz anzeigt, sieht folgendermaßen aus:
Besitzender + besitzanzeigendes Präfix + Besessenes: Lora ahoru (Lora a-horu) bedeutet also wörtlich: „Lora ihr-Topf: Loras Topf“.
Einen bestimmten oder unbestimmten Artikel gibt es nicht so, wie wir es aus dem Deutschen gewohnt sind. Stattdessen werden die Personal-Suffixe, die in Besitzkonstruktionen verwendet werden, oft dazu benutzt darauf zu verweisen, dass es sich bei einem Objekt um ein definites Objekt handelt. Der Ausdruck „seine ältere Schwester“ mitten im Text ohne die besitzende Person wäre dann zu übersetzen mit: „Die ältere Schwester“.

### Satzstruktur
In der deutschen Sprache ist man eine freiere Satzstruktur gewohnt als in anderen Sprachen, wie etwa dem Englischen. Auch das Warao hat in seiner Satzstruktur große Freiheiten. Nicht nur in Bezug auf die Stellung der Satzteile, sondern auch in Bezug auf die Konstituenten des Satzes, die unbedingt stehen müssen. Was dem Nicht-Muttersprachler ein Verständnis vor allem mythologischer Texte erschwert, ist für die Muttersprachler ein geschätztes Stilmittel der Erzählkunst. Auch die Wissenschaftler sind sich nicht einig, was als Grundwortstellung im Warao zu gelten hat. Manche geben diese mit SOV (Subjekt-Objekt-Verb) an (Osborn 1966b), andere halten OSV (Objekt-Subjekt-Verb) für die grundlegende (Romero-Figeroa 1997). Festhalten kann man immerhin, dass es sich beim Warao um eine Sprache handelt, bei der das Verb am Ende steht.
Wie in vielen, wenn nicht den meisten Sprachen der Welt, ist auch im Warao eine Kopula nicht notwendig. Sätze der Art: „das Haus ist groß“ lassen sich bequem ausdrücken mit hanoko urida „Haus groß“.
Wie bereits gesagt, müssen Subjekt und Objekt des Verbes nicht unbedingt ausgedrückt werden und verstehen sich meist aus dem Zusammenhang, sind sie einmal eingeführt. Diese Auslassung hat stilistische Gründe. Um Missverständnissen vorzubeugen, kann man Nomen, die Menschen bezeichnen, als „Nicht-Subjekt“ des Satzes kennzeichnen, indem man je nach Wort die Suffixe -si/-ma/-to anhängt.